# マツダ・Jプラットフォーム
マツダ・Jプラットフォームとは、マツダのFR大型乗用車用のプラットフォームの名称である。このプラットフォームを用いる車両のVINコードは、先頭がJから始まる。1990年代のわずか5年間のみ存在したプラットフォームである。採用されたのはユーノス・コスモのみである。
マツダの車種には、他にもVINコードにJを採用した車両が存在するが、スズキよりOEM供給された車両で採用されているコードであり、マツダ開発のプラットフォームではない。
- JM : マツダ・AZ-オフロード

## JC
JCは、ユーノス・コスモに採用されたプラットフォームである。先代コスモに採用されたマツダ・HBプラットフォームに似ている面が多い。
- 1990-1995 ユーノス・コスモ（クーペ）